# 浅見重紀
浅見 重紀（あさみ しげき、1975年11月21日 - ）は、兵庫県出身の、日本の柔道選手である。階級は65kg級と66kg級。現役時代は身長173cm。

## 経歴
荒井中学3年の時に全国中学校柔道大会の65kg級で2位になった。高砂高校3年の時にインターハイの軽中量級で優勝を飾った。さらに全日本ジュニア65kg級でも優勝した。1994年には天理大学へ進学すると、2年の時には全日本ジュニアで2位だった。4年の時には正力杯で優勝すると、正力国際の66kg級でも決勝で世界チャンピオンである韓国の金赫に背負投で一本勝ちして優勝を飾った。1998年には大阪府警の所属になると、体重別で3位になった。講道館杯では決勝で横浜そごうの鳥居智男に敗れて2位だった。1999年の警察選手権では決勝で警視庁の園田隆二に敗れた。

## 戦績
65kg級での戦績
- 1990年 -　全国中学校柔道大会　2位
- 1993年 -　インターハイ　軽中量級　優勝
- 1993年 -　全日本ジュニア　優勝
- 1995年 -　全日本ジュニア　2位
- 1997年 -　チェコ国際　2位
- 1997年 -　正力杯　優勝

66kg級での戦績
- 1998年 -　正力国際　優勝
- 1998年 -　体重別　3位
- 1998年 -　警察選手権　3位
- 1998年 -　イタリア国際　2位
- 1998年 -　講道館杯　2位
- 1999年 -　嘉納杯　7位
- 1999年 -　警察選手権　2位
- 2000年 -　警察選手権　3位

(出典、JudoInside.com)。